# تيموثي إل. فلوغر
تيموثي لودفيغ فلوغر (26 سبتمبر 1892- 20 نوفمبر 1946) مهندس معماري ومصمم إضاءة وديكور داخلي في منطقة خليج سان فرانسيسكو في النصف الأول من القرن العشرين. صمم فلوغر مع جيمس آر. ميلر بعض ناطحات السحاب والمسارح المشهورة في سان فرانسيسكو في عشرينيات القرن العشرين. أضفت أعماله ميزة خاصة على الفن من خلال تحديه لفنانين جدد مثل رالف ستاكبول ودييغو ريفيرا. آثر فلوغر أن يجسد روح العصر ويعيد صياغتها مضيفًا إليها لمسته الخاصة بدلًا من ابتكار شيء جديد بتصاميمه. ألهمت أعماله فيما بعد معماريين كثر مثل بيترو بيللوشي.
ترك فلوغر الذي بدأ حياته المهنية كرسام من الطبقة العاملة ولم يذهب قط إلى الكلية، بصمته الخاصة في مجال تطوير فن الآرت ديكو في الهندسة المعمارية في كاليفورنيا، وأظهر كذلك مرونة وسلاسة في العديد من التيارات الفنية مثل تيار «تبسيط الحداثة» و«مايان الجديدة» و«الفنون الجميلة» و«إحياء البعثات» وكذلك «الكلاسيكية الحديثة والعالمية». نتج عن أعماله في الديكور الداخلي سلسلة من المساحات الداخلية المؤثرة بما في ذلك صالات الكوكتيل الفخمة مثل «توب أوف ذا مارك» في فندق مارك هوبكنز و«باتنت ليذر» بار في فندق سانت فرانسيس و«سيرك روم» في فيرمونت، وهي ثلاثة من أكثر البارات نجاحًا في سان فرانسيسكو في وقتها.
امتدت علاقات فلوغر الاجتماعية والتجارية عبر المدينة، من ضمنها علاقاته مع ثلاثة أندية خاصة للرجال انضم إليها: هي النادي البوهيمي والنادي الأولمبي ونادي العائلة. صمم فلوغر المباني والعمارة الداخلية لكل من الناديين الأخيرين المذكورين. احتل فلوغر مناصب هامة في العديد من المنظمات التخطيطية: كان رئيس لجنة المعماريين الاستشاريين لمشروع «باي بريدج»، وعمل أيضًا في اللجنة المسؤولة عن تصميم معرض «البوابة الذهبية» الدولي عام 1939. كان كذلك عضوًا في مجلس إدارة جمعية سان فرانسيسكو للفنون ابتداءً من عام 1930، ولعب دور الرئيس فيها بشكل مميز. ساعد فلوغر المنظمة خلال عضويته في مجلس الإدارة على تأسيس متحف سان فرانسيسكو للفن الحديث.

## النشأة
ولد فلوغر في منطقة بوتريرو هيل في سان فرانسيسكو وكان الابن الثاني من بين سبعة أبناء للمهاجرين الألمانيين أوغست فلوغر وأوتيلي كواندت اللذين التقيا وتزوجا في لوس أنجلوس. عاش أقرباء كواندت في حي نوي فالي، انتقلت عائلة فلوغر في عام 1904 لتصبح أقرب إلى شارع غيريرو 1015 في مقاطعة ميشين، كان هذا الحي نقطة التقاء للعمال ذوي الياقات الزرقاء. حصل فلوغر على أول عمل له في شركة لتأطير الصور بالقرب من منزله عندما كان في الحادية عشرة من عمره.
أكمل فلوغر تعليمه الابتدائي بعد الزلزال الذي ضرب سان فرانسيسكو عام 1906 وتخرج في سن الثالثة عشرة ضمن حفل تخرج جماعي أقيم في حديقة البوابة الذهبية لجميع المدارس العامة في المدينة المدمرة بسبب الزلزال. مع حلول عام 1907 كان يعمل رسامًا وبعدها بفترة قصيرة انضم لشركة ميلر وكولمينسيل المعمارية تحت إشراف شريكه الأساسي جيمس روبيرت ميلر. رسم فلوغر عندما كان شابًا رسومًا مليئة بتفاصيل الزينة والزخرفة مستوحاة من أفكار رؤسائه والتحق بمدرسة ميشين هاي إيفنينغ ليعزز من تعليمه. انضم في عام 1911 إلى نادي سان فرانسيسكو المعماري، وهو منظمة ساعدت المهندسين المعماريين الناشئين على تلقي تدريبات بأسلوب «أتلييه» على يد خبراء أكبر سنًا، درّسوا الجانب العملي من فن العمارة، كمقاومة المياه والإضاءة والأمور الهيكلية للطلاب الذين لم يكن لديهم أمل أو رغبة حتى بدراسة الفنون الجميلة في مدرسة في الخارج. انخرط فلوغر بشكل كامل في أنشطة النادي المعماري الجماعية واختير مديرًا للنادي عام 1914.

## مهنته المبكرة
في عام 1912 بينما كان كل من ميلر وكولمينسيل مشغولان بمشاركتهما في مسابقة لإعادة تصميم مبنى مجلس محافظة سان فرانسيسكو، بالإضافة إلى انشغالهما بتصميم العديد من الفنادق والشقق والمنازل الخاصة، أتيحت لتيموثي إل. فلوغر الفرصة كي يكون المهندس المعماري المسؤول عن مشروع كنيسة ريفية ممول من قبل نادي العائلة، وهو النادي الذي ينتمي إليه ميلر. صمم فلوغر كنيسة «أور ليدي أوف ذا واي سايد» وكانت السمة الرئيسية في التصميم هي إعادة إحياء البعثة الإسبانية مستوحيًا ذلك مما اعتاد عليه خلال طفولته مع بعثة سان فرانسيسكو دي آسيس (المعروفة محليًا باسم بعثة دولوريس) لكنه أضاف أيضًا لمسته الخاصة إلى التصميم. تجلت هذه الإضافة بمدخل رئيسي على الطراز الجورجي يعلوه قوس منحني. انضم فلوغر إلى نادي العائلة بعد أن عمل ضمن هذا المشروع مع متعاقدين كانوا أعضاء في هذا النادي. اعتبرت الكنيسة الريفية معلم أثري تاريخي رقم 909 في كاليفورنيا عام 1977.
غادر كولمينسيل الشركة في فترة معينة من عام 1913، تاركًا ميلر ليتولى إدارة العمل باسم «جي. آر. ميلر». كلف ميلر فلوغر بالعمل بشكل وثيق مع العميل الأساسي للشركة، شركة ميتروبوليتان للتأمين، التي ساهمت في سلسلة من المشاريع التوسعية في مقر عملهم في سان فرانسيسكو في شارع ستوكتن 600. أتاح التوسع الأول الذي أنجز في عام 1914، بناء حديقة على السطح وغرفة طعام ومطبخ وقبو سفلي.
تطوع فلوغر في الحرب العالمية الثانية عام 1917 للعمل لصالح فيلق التموين لتصميم مرافق أساسية. رابط أولًا في واشنطن العاصمة. ثم أرسل بعدها إلى سان خوان في بورتو ريكو ليشارك في توسيع القاعدة هناك. ركز فلوغر من جديد عند عودته إلى سان فرانسيسكو عام 1919 على عمله مع شركة التأمين ميتروبوليتان، التي كانت تسعى إلى مضاعفة حجمها، والامتداد بواجهتها في شارع ستوكتن بمقدار 140 قدم نحو شارع كاليفورنيا وإضافة طابق سابع إلى مبناها. شيد مدخل جديد ضخم يضم 17 عامودًا أيونيًا، يعلوه قوس يُظهر رسمًا منقوشًا من تنفيذ النحات الأرمني هايغ باتيجيان. اكتمل هذا العمل الكلاسيكي الحديث في عام 1920. اعتبر المبنى كمعلم أثري في سان فرانسيسكو رقم 167. عام 1948.